# Betty Missiego
Beatriz Teresa Missiego Campos (sinh ngày 16 tháng 1 năm 1945 tại Lima, Peru), được biết đến với nghệ danh Betty Missiego (phát âm tiếng Tây Ban Nha: [ˈbeti miˈsjeɣo]) là ca sĩ người Peru, mang thêm quốc tịch Tây Ban Nha từ năm 1972 và sống tại Tây Ban Nha.
Tại quê nhà Peru, Betty bắt đầu sự nghiệp với vai trò vũ công, nhưng bà phải dừng sự nghiệp của mình do chấn thương. Bà tiếp tục theo đuổi sự nghiệp trong giới giải trí, đặc biệt, bà từng dẫn chương trình cho một chương trình truyền hình đã đem đến danh tiếng cho bà tại quê nhà.
Năm 1969, bà chuyển đến Tây Ban Nha để tiếp tục theo đuổi sự nghiệp ca hát của mình và được nhập quốc tịch Tây Ban Nha vào năm 1972. Hiện tại bà vẫn giữ 2 quốc tịch Tây Ban Nha và Peru.
Năm 1972, bà đại diện cho Peru tại Festival OTI de la Canción lần đầu tiên tổ chức tại Auditorio del Palacio de Congresos y Exposiciones ở Madrid (Tây Ban Nha) vào ngày 25 tháng 11, với bài hát "Recuerdos de un adiós".
Bà từng đại diện cho Tây Ban Nha tham dự Cuộc thi Eurovision Song năm 1979 ttor chức tại Jerusalem (Israel) với bài hát "Su canción". Betty hát chung với 4 đứa trẻ (Javier Glaria, Alexis Carmona, Beatriz Carmona và Rosalía Rodríguez) đã hát 157 LAs trong bài hát, một bản thu của Eurovision. Vào cuối bài, mỗi đứa trẻ mở một banner nhỏ, với chữ "cảm ơn" được ghi bằng tiếng Anh, tiếng Tây Ban Nha, tiếng Do Thái và tiếng Pháp lần lượt trên mỗi bảng. Betty giành vị trí á quân với 116 điểm, đứng sau đại diện của Israel Gali Atari và Milk and Honey với bài hát "Hallelujah". Bà cũng tham gia World Popular Festival ở Tokyo và Music Olympics ở Paris. Năm 1980, bà cũng đã gửi một bài hát khác, "Don José" tới ủy ban tuyển chọn Tây Ban Nha cho cuộc thi Eurovision nhưng nó đã mang đến được trận chung kết ở The Hague
Con trai của Betty là Joaquín Missiego (được biết đến bằng tên của mình "Missiego"), đã trở thành một ca sĩ thành công.